# Кане, Фачино
Бонифачио Кане (итал. Bonifacio Cane), впоследствии известный как Фачино Кане (итал. Facino Cane; 1360, Казале-Монферрато — 16 мая 1412, Павия) — итальянский кондотьер.

## Биография
Бонифачио Кане был сыном Эмануэле Кане из Борго-Сан-Мартино, который принадлежал мелкой ветви знатного семейства Кане. Искусство ведения войны он постигал у Оттона Брауншвейгского (будущего местного губернатора), когда тот в 1382 году воевал против Карла III. В 26 лет он стал кондотьером на службе у Скалигеров и принял участие в сражении у Кастаньяро, закончившемся страшным поражением. Попав в плен, он перешёл на сторону победителей, и сражался за них в Фриули. В 1387 году его с 400 всадниками нанял маркиз Монферратский для войны против Савойи; за эту службу он получил во владение родные места своего отца — Борго-Сан-Мартино. После этого он вновь вернулся к семье Каррара, а с 1401 года стал служить Висконти.
Поджо Браччолини с своих Фацециях приводит приводит такую историю: XVI Жалоба, принесенная Фачино Кане по поводу грабежа: "Некто принес жалобу Фачино Кане.. ...по поводу того, что один из солдат Фачино отнял у него на улице плащ. Фачино, посмотрев на него и увидев, что на нем надета очень хорошая куртка, спросил, был ли он в момент грабежа в этой одежде. Тот отвечал утвердительно. «Иди вон, – сказал Фачино, – тот, о ком ты говоришь, никак не может быть моим солдатом. Ибо ни один из моих не оставил бы на тебе такой хорошей куртки»."
В 1402 году, после смерти миланского правителя Джан Галеаццо Висконти, Фачино Кане стал де-факто правителем Милана при малолетнем миланском герцоге Джан Мария Висконти. В этот период он расширил свою сеньорию в Борго Сан Мартино за счёт других территорий — Алессандрия, Новара и Тортона.
Фачино Кане скончался в 1412 году в Павии. Его вдова Беатриче вышла замуж за нового миланского герцога Филиппо Мария Висконти, который, таким образом, получил владения, солдат и огромное состояние, принадлежавшие Фачино Кане. Законных детей у Фачино Кане не было.